# ایلیا چاوچاوادزه
ایلیا چاوْچاوْادْزِ (به گرجی: ილია ჭავჭავაძე) حقوقدان، شاعر، رمان نویس، ناشر، فیلسوف و مهم‌ترین رجل گرجی سدهٔ نوزدهم و رهبر جنبش آزادی بخش ملی گرجستان بود. چاوچاوادزه از مهم‌ترین چهره‌های گرجستان است که در سال ۱۹۸۷ از سوی کلیسای ارتدکس گرجی به درجه قدیسی رسید. گرجی‌ها او را با عنوان «پدر، سرزمین پدری» یاد می‌کنند.

## زندگینامه
ایلیا فرزند گریگول چاوچاوادزه افسر اسبق و در قوارلی زاده شد. مریم ببوریشویلی مادر ایلیا از بچگی در او علاقه به فرهنگ گرجی را تلقین کرد. ایلیا تحصیلات ابتدایی را در روستای خویش گذراند. ایلیا هشت ساله را به تفلیس بردند و به پانسیون خصوصی سپردند؛ که آن را آموزگار مشهور هاکه اداره می‌کرد. در دبیرستان پس از گذراندن دوره پیش دبیرستانی او را در کلاس چهارم دبیرستان پذیرفتند.
در سال ۱۸۵۷ ایلیا چاوچاوازه در دانشکده حقوق دانشگاه سن پترزبورگ ثبت نام کرد. دوره تحصیل در دانشگاه برای این شخصیت بزرگ آینده خیلی ثمر بخش بود. او زیاد مطالعه می‌کرد مخصوصاً به مضوعات سیاسی و اقتصادی علاقه داشت برای بررسی و فراگرفتن آثار فرهنگی چندین صد ساله گرجی شدیداً فعالیت می‌کرد. به رهبری او انجمن هموطنان دانشجویان گرجی سن پترزبورگ کتاب‌های گرجی قدیمی و مجموعه غنی نسخ خطی را جمع‌آوری می‌کرد.
در شکل‌گیری جهان بینی سیاسی ایلیا شخصیتهای انقلابی – دموکرات روسی، چرنیشفسکی، دوبرولوبوف، بلینسکی و گرتسن تأثیر داشت. ایلیا در همان دوران دانشجویی با تاریخ تفکر اروپا آشنا شد با روشنگران بزرگ فرانسه فلسفه آلمانی من‌جمله با هگل جامعه آرمانی سوسیالیستها.
در سال‌های دانشجویی ایلیا اشعار پوشکین، لرمانتوف، بایرون، گوته ودیگران را ترجمه کرد. او به شکسپیر علاقه مفرطی داشت. همین ایلیا چاوچاوازه به همراه ایوانه ماچابلی اولین مترجم شکسپیر به گرجی است.
در سال ۱۸۶۱ ایلیا به گرجستان بازگشت. او به کار خلاق ادامه می‌داد. در همان زمان به فعالیت‌های اجتماعی پردامنه‌ای مشغول بود. زندگی و خلاقیت او دو هدف داشت: مبارزه برای آزادی ملت و مبارزه در مقابل ظلم اجتماعی. منظومه‌های ایلیا با این جوش و هیجان مملو از احساس است.
شبح مادر گرجستان کاکو راهزن (چند صحنه از زندگی راهزن) در داستان‌های نقل شده فقیر و آیا هر انسانی آدم است؟ در نامه‌های مسافر ایلیا برنامه سیاسی آزادی بخش ملی را به‌طور روشن تدوین کرد. در منظومه زاهد مؤلف دربارهٔ مسائل دنیوی ماهیت زندگی و ایمان بحث کرد ... خصیصه تمام خلاقیت ایلیا چاوچاوازه عشق نامحدود به وطن خدمت بی غرضانه به ملت مبارزه فداکارانه برای استقرار عدالت ونیکی است. این راتلاش فعالانه او به عنوان نویسنده سیاسی – اجتماعی منتقد، اقتصاددان، جامعه‌شناس، مورخ و... ثابت می‌کند. ایلیا آغاز گر و احیاکننده تقریباً همه مؤسسات و اداره‌هایی بود که در سه دهه آخر قرن نوزدهم تشکیل شده بود. بانک گرجی، انجمن توسعه سواد آموزی میان گرجیان و بایگانی دست نوشته‌های کهن گرجی موجود نزد این انجمن که بنیادی برای موزه ملی گرجی شد. هییت بازیگران دایمی بازسازی شده تایتر گرجی و بسیاری دیگر.
یکی از آخرین آثار ایلیا داستان بیوه خانواده اتارا شویلی است که قهرمان اصلی آن تیپ ملی گرجی و در همان زمان سیمای عمومی مردم گرجی دوستدار آزادی و با روحیه استوار را عرضه می‌کرد. این اثر با شکل هنری و با زبان بسیار درخشان خود را از دیگر آثار متمایز می‌کند.
ایلیا در تمام طول زندگی مشغول تلاش کردن فعالانه بود. در سال ۱۹۰۵ او تقاضای خود مختاری سیاسی گرجستان را مطرح کرد. در سال۱۹۰۶ او در کنگره امپراتوری اشراف سراسر روسیه نماینده گرجستان بودو به عنوان عضو شورای دولتی انتخاب شد. در فوریه سال ۱۹۰۷ ایلیا در نشست شورای دولتی علیه اشد مجازات (اعدام) سخنرانی کرد. (ضمناً در سال ۱۸۷۹ نیز ایلیا داستان کوتاه بر بالای دار را نوشت. –یکی از قویترین آثاری که به این مسئله اختصاص دارد) تنها چند ماه بعد ایلیا را خیانتکارانه کشتند. این اتفاق در ۳۰ اوت سال ۱۹۰۷ نزدیک روستای تسیتساموری رخ داد.

## آثار

### اشعار مهم
- روح (۱۸۵۹ سن پتربورگ)
- شمع
- مادر
- شاعر
- بهار
- من درک می‌کنم، من درک می‌کنم؛ رویاها را
- نانا
- ملت مبارک
- قلم من

### داستان‌ها
- او مرد است؟
- نامه‌های مسافر
- بیوه اوتورانت
- داستان گلاسکو